# 748
Cette page concerne l'année 748  du calendrier julien. Pour l'année 748 av. J.-C., voir 748 av. J.-C.
L'année 748 est une année bissextile qui commence un lundi.

## Événements
- Janvier : révolte d’Abu al-Abbas en Perse. Abû Muslin s’empare de Merv puis avance vers l’Ouest[1].
- Mars - Mai : Pépin le Bref tient son champ de mars à Düren. Griffon, son demi-frère, tente de rallier des soutiens contre lui en Bavière et en Saxe. Pépin réagit en envahissant la Saxe, puis la Bavière où il fait Griffon prisonnier et installe comme duc des Bavarois son neveu Tassilon, âgé de sept ans. Griffon, est nommé duc au Mans pour surveiller le limes breton, avec douze comtés sous ses ordres[2].
- Printemps : pic de l'épidémie de peste à Constantinople. Elle tue peut-être jusqu'à un tiers de la population. Constantin V fait venir des habitants de Grèce pour repeupler la cité[3].

- Lorsque le wali d’Égypte fait arrêter le patriarche d'Alexandrie, le roi nubien copte de Dongola, Cyriaque (Cyriacus), franchit la frontière à Assouan et s’avance jusqu’à Fostat. Le patriarche est libéré, et le traité de paix est reconduit entre la Nubie et l’Égypte[4].

## Naissances en 748
- Abbas Ibn al-Ahnaf, poète arabe.
- Abu al-Atahiyah, poète arabe.

## Décès en 748
- 18 janvier : Odilon de Bavière[5].
- 22 mai : Genshō, 44e impératrice du Japon.

- Eadberht Ier, roi du Kent depuis 725[6].